# 都濃村
都濃村（つのむら）は、島根県那賀郡にあった村。現在の江津市の一部にあたる。

## 地理
江川の西側に位置した。
- 海洋：日本海

## 歴史
- 1889年（明治22年）4月1日、町村制の施行により、那賀郡嘉久志村、和木村（一部、字羽代）が合併して村制施行し、都濃村が発足[1][2]。
- 1940年（昭和15年）4月1日 - 那賀郡江津町、渡津村と合併して江津町が存続して廃止[1][2]。

### 地名の由来
古代からの郷名による。

## 産業
- 農業、漁業[1]。